# Wolfgang Kuck
Wolfgang Kuck (* 12. Oktober 1967 in Wülfrath) ist ein ehemaliger deutscher Volleyball-Nationalspieler und dreimaliger Volleyballer des Jahres.
Von 1985 bis 2000 war Wolfgang Kuck Volleyballspieler beim SV Bayer Wuppertal, mit dem er in den Jahren 1994 und 1997 Deutscher Volleyball-Meister wurde. 1994, 1996 und 1997 wurde er zum Volleyballer des Jahres gewählt. Von 2000 bis 2011 spielte Wolfgang Kuck in Südfrankreich, und zwar zunächst in Montpellier und Sète. 2006 wechselte er nach Alès und 2010 nach Narbonne Volley (ProB Liga).
Bei der deutschen Beachvolleyballmeisterschaft 1998 gelang Wolfgang Kuck an der Seite von Mike Chaloupka ein dritter Platz.
Der 204-fache deutsche Nationalspieler ist mit einer Kanadierin verheiratet und hat zwei Kinder.